# Corredor de Zangezur
El Corredor de Zangezur (en armeni: Զանգեզուրի միջանցք/Zangezuri mijants; en àzeri: Zəngəzur koridoru o Zəngəzur dəhlizi), de vegades també conegut com a Corredor de Nakhtxivan (en armeni: Նախիջևանի միջանցք/Naxiǰewani mijantsk; en àzeri: Naxçıvan koridoru o Naxçıvan dəhlizi), és un terme per al corredor de transport que se suposa que connecta la República Autònoma de Nakhtxivan amb la resta de l'Azerbaidjan a través de la província de Siunik a Armènia. Les autoritats àzeris deriven aquest concepte del novè mandat de l'acord d'alto el foc de l'Alt Karabakh de 2020 que va posar fi a la Segona guerra de l'Alt Karabakh el 10 de novembre de 2020. L'acord d'alto el foc esmenta els enllaços de transport i les comunicacions; no obstant això, no conté les paraules "corredor" o "Zangezur". El text de l'acord d'alto el foc publicat al lloc web oficial del Kremlin estableix que:
| « | Es desbloquejaran totes les connexions econòmiques i de transport de la regió. La República d'Armènia garantirà la seguretat de les connexions de transport entre les regions occidentals de la República de l'Azerbaidjan i la República Autònoma de Nakhtxivan a fi d'organitzar el moviment sense obstacles de persones, vehicles i càrrega en ambdues direccions. El Servei de Fronteres del Servei Federal de Seguretat de la Federació de Rússia serà responsable de supervisar les connexions de transport. Segons els acords per les parts, es construiran nous enllaços de transport per a connectar la República Autònoma de Nakhtxivan i les regions occidentals de l'Azerbaidjan. | » |
| — Ilham Alíev, Nikol Paixinian i Vladímir Putin, acord d'alto el foc de l'Alt Karabakh de 2020, terme 9. | |   |

Abans de l'acord d'alto el foc, les connexions aèries i terrestres entre l'Azerbaidjan i la seva República Autònoma de Nakhtxivan (RAN), que és un enclavament, havien de realitzar-se a través del territori turc o de l'iranià. Diversos avantatges que el corredor Zangezur podria presentar a nivell nacional (Azerbaidjan) i regional (Caucas) han estat assenyalades per l'Azerbaidjan, com a menors costos de transport i temps de viatge, un impuls en el turisme i el comerç, i una major seguretat en realitzar qualsevol d'aquestes activitats.
En l'època soviètica, hi havia dues connexions ferroviàries que unien la República Autònoma de Nakhtxivan amb el territori principal de l'Azerbaidjan. La línia més curta que passava per la província de Siunik es va construir el 1941, mentre que la línia que passava per Ijevan i Qazakh es va construir en la dècada de 1980 com una ruta alternativa que connectava Erevan amb Bakú. Totes dues línies van ser abandonades en 1992. Mentre que l'Azerbaidjan preferia restaurar la línia via Siunik, Armènia preferiria la línia Qazakh-Ijevan. No obstant això, aquest últim té un cost de reconstrucció més alt. Segons les estimacions, la ruta Zangilan-Meghri-Nakhtxivan costaria aproximadament 250 milions de dòlars per a restaurar, mentre que la ruta Ijevan en costaria 450 milions.
El 21 d'abril de 2021, durant una entrevista amb el president de l'Azerbaidjan Alíev per AzTV, va dir que "estem implementant el corredor Zangezur, ho vulgui o no Armènia" i que si no ho desitja, l'Azerbaidjan "ho decidiria per la força". Alíev també va dir que "el poble àzeri tornarà a Zangezur, que ens va ser arrabassat fa 101 anys". Aquestes declaracions van tenir una mala resposta a Armènia. El defensor dels drets humans d'Armènia, Armen Tatoyan, va relacionar aquests "actes d'intimidació" amb el genocidi armeni. La portaveu del Ministeri de Relacions Exteriors d'Armènia, Anna Naghdalyan, va dir que "Armènia prendrà totes les mesures necessàries per a protegir la seva sobirania i integritat territorial". El primer ministre d'Armènia, Nikol Paixinian, va destacar que la declaració trilateral del 9 de novembre no esmentava ni "Zangezur" (és a dir, la regió de Siunik a Armènia) ni la paraula "corredor" i que l'acord només tractava de desbloquejar les comunicacions regionals.